# 柳氏 (襄城王妃)
襄城王妃柳氏（?—?），隋朝人物，出自河东柳氏，循州刺史柳旦之女。
柳氏端庄美丽，十几岁，以良家之女，相貌适合，聘为太子杨勇之子襄城王杨恪的王妃。不久，杨恪被废，王妃修妇道，事奉丈夫更加尊敬。隋炀帝嗣位，杨恪流放边疆，隋炀帝令使者在路上将他杀死。杨恪与王妃告别，王妃说：“如果大王死了，妾誓不独生。”于是相对痛哭。杨恪去世，装殓完毕后，王妃对使者说：“妾誓与杨氏同穴。如果身死之后得不别埋，是您的恩惠。”于是抚棺号哭，后来上吊自杀。见到的人无不为之流泪。

## 延伸阅读
[在维基数据编辑]
 《北史·卷091》，出自李延壽《北史》
 《隋書·卷80》，出自魏徵《隋书》